# Золотой карась
Золотой карась, или обыкновенный карась, или круглый карась (лат. Carassius carassius) — вид лучепёрых рыб из семейства карповых.

## Ареал
Распространение вида: широко распространенный в Европе и Сибири от Великобритании и Скандинавии на севере до Македонии и Северной Италии на юге, и далее на восток: Северная и Центральная Азия до Северного Китая.

## Описание
Наибольшая длина тела 36 см, масса до 1,5 кг, продолжительность жизни 10-15 лет. Тело короткое, высокое, почти округлое, немного уплощенное с боков, покрыто гладкой чешуей, спина утолщена. На каждом последнем не разветвленном луче спинного и анального плавников есть около 30 мелких зубчиков. Верхний край спинного плавника выпуклый. Полость тела светлая (рыжая). Общий фон окраски золотисто- или медно-желтый. Спина темная, зеленовато-бурая, бока золотистые, брюхо желтоватое, плавники серовато-красные, радужка глаз желтоватая. У мальков при конце хвостового стебля обычно есть тёмное пятнышко или тёмный поясок.

## Биология
Пресноводная озерно-речная придонная стайная рыба, очень устойчива к неблагоприятных условиям, в частности, к дефициту кислорода и колебаниям температуры воды, выдерживает солёность воды до 7-12 ‰. Живет в основном в озерах, водохранилищах, прудах, реже — в реках, преимущественно в их дополнительной системе, в местах со слабым течением. Обычно держится участков с очень сильно развитой подводной и надводной растительностью, которая образует заросли, и с илистым или песчано-илистым грунтом и избегает открытых пространств. В заросших, заброшенных водоемах, например, в старых карьерах или лесных озерах, где он остается едва ли не единственным жителем, этот карась вырождается в тугорослую низкотелую карликовую форму. Половой зрелости достигает при длине тела 13-16 см и массе 90-150 г, реже при 10-12 см и массе более 50 г, самцы в возрасте 2-3 лет, самки в 3-4 года. Карликовая форма карася впервые нерестится при длине тела 7-9 см и массе 20-30 г. Размножение с апреля до конца июля. Нерест порционный (начало при температуре воды 14 °С, разгар при 17-18 °С, окончание при 22-24 °С), происходит на мелководьях. Икра клейкая, откладывается на прошлогоднюю и вегетирующую растительность. При температуре воды 20-23 °С личинки выклевываются из оплодотворенной икры за 3-7 суток. Молодь питается мелкими организмами планктона и бентоса. Взрослые потребляют бентос (личинок насекомых, червей, моллюсков и т. д.) и подводную низшую и высшую растительность.
Подвиды — якутский карась, дальневосточный карась.